# Grande Graminicole
Graminicola bengalensis
Espèce
Statut de conservation UICN

 NT  : Quasi menacé
La Grande Graminicole (Graminicola bengalensis) est une espèce de passereaux de la famille des Pellorneidae. Elle a auparavant été classée dans les familles des Sylviidae puis des Timaliidae.

## Répartition
On le trouve au Bangladesh, Birmanie, Chine, Hong Kong, Inde, Népal, Thaïlande et Vietnam.
Elle est menacée par la perte de son habitat.

## Systématique
G. b. striatus et G. b. sinicus étaient considérées auparavant comme ses sous-espèces. Mais depuis la version 2.11 de la classification de référence du Congrès ornithologique international, G. b. striatus est traitée comme une espèce à part entière, Graminicola striatus, et G. b. sinicus comme sa sous-espèce.